# 7113 Ostapbender
A 7113 Ostapbender (ideiglenes jelöléssel 1986 SD2) a Naprendszer kisbolygóövében található aszteroida. Ljudmila Georgijevna Karacskina fedezte fel 1986. szeptember 29-én.